# 1115
| 1115               |
| ------------------ |
| Dødsfald - Fødsler |
|                    |

| Gregoriansk kalender | 1115 MCXV               |
| Ab urbe condita      | 1868                    |
| Armensk kalender     | 564 ԹՎ ՇԿԴ              |
| Kinesiske kalender   | 3811 – 3812 甲午 – 乙未 |
| Etiopisk kalender    | 1107 – 1108             |
| Jødisk kalender      | 4875 – 4876             |
| Hindukalendere       |                         |
| - Vikram Samvat      | 1170 – 1171             |
| - Shaka Samvat       | 1037 – 1038             |
| - Kali Yuga          | 4216 – 4217             |
| Iransk kalender      | 493 – 494               |
| Islamisk kalender    | 508 – 509               |

Konge i Danmark: Niels 1104–1134
Se også 1115 (tal)

## Begivenheder
- Klostret i Clairvaux grundlægges af Bernhard